# Valentin Iancu
Valentin Ionadi Iancu (16 de enero de 2000) es un deportista rumano que compite en halterofilia. Ganó dos medallas en el Campeonato Europeo de Halterofilia, en los años 2021 y 2023, en la categoría de 55 kg.

## Palmarés internacional
| Campeonato Europeo | Campeonato Europeo | Campeonato Europeo | Campeonato Europeo |
| Año                | Lugar              | Medalla            | Categoría          |
| ------------------ | ------------------ | ------------------ | ------------------ |
| 2021               | Moscú (Rusia)      | Medalla de plata   | 55 kg              |
| 2023               | Ereván (Armenia)   | Medalla de bronce  | 55 kg              |